# Куинн, Дэнни
Дэнни Куинн (полное имя Дэниел Энтони Куинн, род. 16 апреля 1964) — американский и итальянский актёр. Один из сыновей актёра Энтони Куинна и его жены Иоланды Аддолори, брат скульптора и актёра Лоренцо Куинна.
Дебютировал на экране в 1986 году, сыграв в фильме «Сплочённые» («Band of the Hand») молодого и харизматичного наркодилера, а затем борца с преступностью из Майами. В 1988 году вместе с отцом и братьями сыграл в итальянском фильме «Страдивари». В 1993 году играл одну из ключевых ролей в сериале «Космические спасатели». В 2000-е годы сыграл Иисуса Христа в трилогии фильмов «Мария Магдалина» — «Иуда» — «Фома», итальянского производства. Всего на 2017 год актёр снялся не менее, чем в 20 проектах.
Некоторое время был женат на актрисе Лорен Холли.

## Избранная фильмография
| Год  |   | Русское название               | Оригинальное название               | Роль           |
| ---- | - | ------------------------------ | ----------------------------------- | -------------- |
| 1986 | ф | Сплочённые                     | Band of the Hand                    | Карлос         |
| 1988 | ф | Страдивари                     | Stradivari                          | Франческо      |
| 1993 | ф | Космические спасатели          | Space Rangers                       | Daniel Kincaid |
| 2000 | ф | Друзья Иисуса: Мария Магдалина | Gli amici di Gesù - Maria Maddalena | Иисус Христос  |
| 2001 | ф | Библейские сказания: Иуда      | Gli amici di Gesù - Giuda           | Иисус Христос  |
| 2001 | ф | Друзья Иисуса: Фома            | Gli amici di Gesù - Tommaso         | Иисус Христос  |
| 2010 | ф |                                | Il sottile fascino del peccato      | Diego          |